# París-Niça 1995
La París-Niça 1995 fou la 53a edició de la París-Niça. És un cursa ciclista que es va disputar entre el 5 i el 12 de març de 1995. La cursa fou guanyada pel francès Laurent Jalabert de l'equip ONCE per davant de Vladislav Bóbrik (Gewiss-Ballan) i Alex Zülle (ONCE).
Marc Madiot és el nou director de cursa.

## Participants
En aquesta edició de la París-Niça hi preneren part 144 corredors dividits en 17 equips: ONCE, Gewis-Ballan, Mapei-GB, Banesto, Mercatone Uno-saeco, Lotto-Isoglass, Novell, Gan, Telekom, Castorama, MG Maglificio-Technogym, Festina-Lotus, Chazal-König, Le Groupement, Aubervilliers'93, Polti-Granarolo-Santini i Motorola. La prova l'acabaren 99 corredors.

## Resultats de les etapes
| Etapes              | Data       | Recorregut                     | Km       | Vencedor d'etapa             | Líder de la general |
| ------------------- | ---------- | ------------------------------ | -------- | ---------------------------- | ------------------- |
| 1a etapa            | 5 de març  | Fontenay-sous-Bois-Orleans     | 161.3 km | Wilfried Nelissen            | Wilfried Nelissen   |
| 2a etapa            | 6 de març  | Saint-Amand-Montrond-Roanne    | 187 km   | Laurent Jalabert             | Laurent Jalabert    |
| 3a etapa            | 7 de març  | Roanne-Clermont-Ferrand        | 168 km   | Wilfried Nelissen            | Laurent Jalabert    |
| 4a etapa            | 8 de març  | Clermont-Ferrand-Chalvignac    | 163 km   | Etapa suspesa pel mal temps. | Laurent Jalabert    |
| 5a etapa            | 9 de març  | Murat-Saint-Étienne            | 176 km   | Lance Armstrong              | Laurent Jalabert    |
| 6a etapa            | 10 de març | Avignon-Marsella               | 178 km   | Marco Saligari               | Laurent Jalabert    |
| 7a etapa            | 11 de març | Brignoles-Mandelieu-la-Napoule | 200 km   | Pascal Richard               | Laurent Jalabert    |
| 8a etapa, 1r sector | 12 de març | Mandelieu-la-Napoule-Niça      | 91.4 km  | Fabio Baldato                | Laurent Jalabert    |
| 8a etapa, 2n sector | 12 de març | Niça-Coll d'Èze (CRI)          | 12.5 km  | Vladislav Bóbrik             | Laurent Jalabert    |

## Etapes

### 1a etapa
5-03-1995. Fontenay-sous-Bois-Orleans, 161.3 km.
|   | Ciclista          | Equip               | Temps      |
| - | ----------------- | ------------------- | ---------- |
| 1 | Wilfried Nelissen | Lotto-Isoglass      | 4h 18' 56" |
| 2 | Laurent Jalabert  | ONCE                | m. t.      |
| 3 | Silvio Martinello | Mercatone Uno-Saeco | m. t.      |

### 2a etapa
6-03-1995. Saint-Amand-Montrond-Roanne 187 km.
Jalabert escapa amb Bóbrik a 44 km de meta. El rus no aguanta el ritme del francès. Al final Jalabert s'emporta l'etapa en solitari i sentencia la general tot i estar només al segon dia de la prova.
|   | Ciclista         | Equip          | Temps      |
| - | ---------------- | -------------- | ---------- |
| 1 | Laurent Jalabert | ONCE           | 4h 35' 42" |
| 2 | Andrei Txmil     | Lotto-Isoglass | + 1' 20"   |
| 3 | Stéphane Heulot  | Banesto        | m. t.      |

### 3a etapa
7-03-1995. Roanne-Clermont-Ferrand 168 km.
|   | Ciclista            | Equip               | Temps      |
| - | ------------------- | ------------------- | ---------- |
| 1 | Wilfried Nelissen   | Lotto-Isoglass      | 4h 22' 07" |
| 2 | Gian-Matteo Fagnini | Mercatone Uno-Saeco | m. t.      |
| 3 | Frédéric Moncassin  | Novell              | m. t.      |

### 4a etapa
8-03-1995. Clermont-Ferrand-Chalvignac, 163 km.
Etapa suspesa pel mal temps. Durant les dues primeres hores el pilot avança suportant un gran fred. En el km. 52 els corredors s'aturen per primer cop i en el km. 63 per segon cop pujant, a més, als cotxes d'equip. Al control d'avituallament de Riom-ès-Montagnes (km. 100) comença a nevar de nou i finalment es decideix entre els corredors, els seus directors i el director de cursa Marc Madiot de suspendre definitivament l'etapa.

### 5a etapa
9-03-1995. Murat-Saint-Étienne, 176 km.
|   | Ciclista            | Equip         | Temps      |
| - | ------------------- | ------------- | ---------- |
| 1 | Lance Armstrong     | Motorola      | 4h 02' 20" |
| 2 | Thierry Bourguignon | Le Groupement | + 8"       |
| 3 | Eddy Bouwmans       | Novell        | + 51"      |

### 6a etapa
10-03-1995. Avignon-Marsella, 178 km.
|   | Ciclista           | Equip                   | Temps      |
| - | ------------------ | ----------------------- | ---------- |
| 1 | Marco Saligari     | MG Maglificio-Technogym | 4h 51' 53" |
| 2 | Paolo Fornaciari   | Mercatone Uno-Saeco     | m. t.      |
| 3 | Francesco Frattini | Gewis-Ballan            | + 7"       |

### 7a etapa
11-03-1995. Brignoles-Mandelieu-la-Napoule, 200 km.
|   | Ciclista         | Equip                   | Temps      |
| - | ---------------- | ----------------------- | ---------- |
| 1 | Pascal Richard   | MG Maglificio-Technogym | 5h 39' 43" |
| 2 | Laurent Jalabert | ONCE                    | + 34"      |
| 3 | Abraham Olano    | Mapei-GB                | m. t.      |

### 8a etapa, 1r sector
12-03-1995. Mandelieu-la-Napoule-Niça, 91.4 km.
|   | Ciclista         | Equip                   | Temps      |
| - | ---------------- | ----------------------- | ---------- |
| 1 | Fabio Baldato    | MG Maglificio-Technogym | 2h 17' 10" |
| 2 | Andrei Txmil     | Lotto-Isoglass          | m. t.      |
| 3 | Giovanni Fidanza | Polti-Granarolo-Santini | m. t.      |

### 8a etapa, 2n sector
12-03-1995. Niça-Coll d'Èze, 12.5 km. CRI
|   | Ciclista         | Equip         | Temps   |
| - | ---------------- | ------------- | ------- |
| 1 | Vladislav Bóbrik | Gewiss-Ballan | 22' 32" |
| 2 | Laurent Jalabert | ONCE          | + 12"   |
| 3 | Alex Zülle       | ONCE          | + 16"   |

## Classificacions finals

### Classificació general
|    | Ciclista           | Equip               | Temps       |
| -- | ------------------ | ------------------- | ----------- |
| 1  | Laurent Jalabert   | ONCE                | 30h 32' 32" |
| 2  | Vladislav Bóbrik   | Gewiss-Ballan       | + 1' 40"    |
| 3  | Alex Zülle         | ONCE                | + 1' 57"    |
| 4  | Abraham Olano      | Mapei-GB            | + 2' 30"    |
| 5  | Stéphane Heulot    | Banesto             | + 2' 38"    |
| 6  | Roberto Petito     | Mercatone Uno-Saeco | + 3' 03"    |
| 7  | Andrei Txmil       | Lotto-Isoglass      | + 4' 01"    |
| 8  | Viatxeslav Iekímov | Novell              | + 4' 23"    |
| 9  | Yvon Ledanois      | Gan                 | + 4' 35"    |
| 10 | Serhí Uixakov      | Telekom             | + 4' 50"    |

## Evolució de les classificacions
| Etapa (Vencedor)                       | Classificació general |
| -------------------------------------- | --------------------- |
| 0Etapa 1 (Wilfried Nelissen)           | Wilfried Nelissen     |
| 0Etapa 2 (Laurent Jalabert)            | Laurent Jalabert      |
| 0Etapa 3 (Wilfried Nelissen)           | Laurent Jalabert      |
| 0Etapa 4 (Suspesa)                     | Laurent Jalabert      |
| 0Etapa 5 (Lance Armstrong)             | Laurent Jalabert      |
| 0Etapa 6 (Marco Saligari)              | Laurent Jalabert      |
| 0Etapa 7 (Pascal Richard)              | Laurent Jalabert      |
| 0Etapa 8, 1r sector (Fabio Baldato)    | Laurent Jalabert      |
| 0Etapa 8, 2n sector (Vladislav Bóbrik) | Laurent Jalabert      |